# Zelve

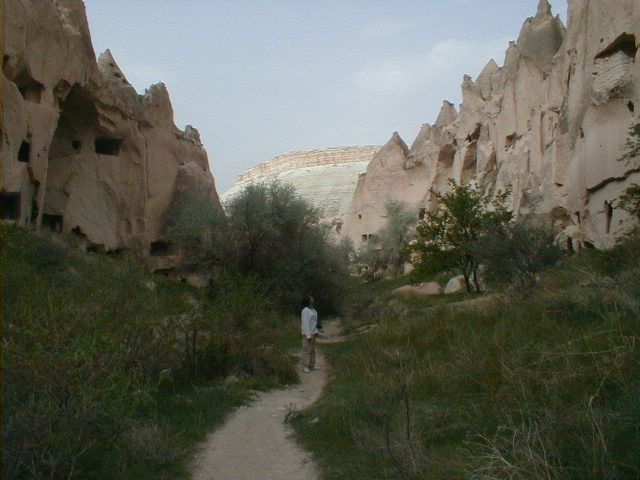
Valle de Zelve.

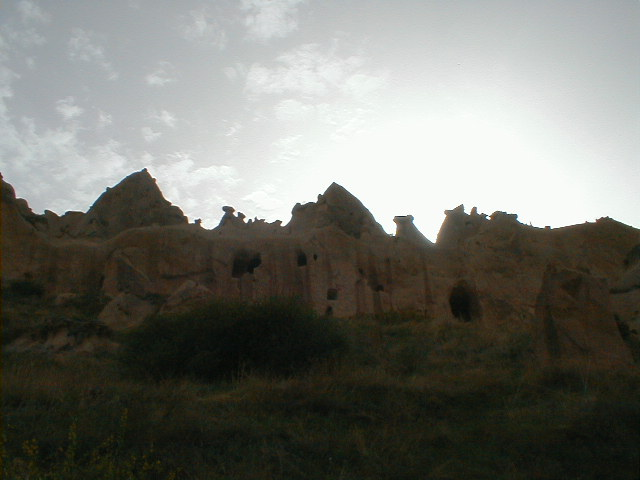
Ocaso.

El valle de Zelve se encuentra en Capadocia, una región de Anatolia central, en Turquía. Al igual que en otras zonas de Capadocia, en Zelve se pueden encontrar bellos ejemplos de moradas trogloditas excavadas en el débil subsuelo de la región.
Zelve consiste en tres valles dispuestos secuencialmente, a los cuales se puede acceder por una sola entrada, formando un recinto natural donde se estableció el Museo Al Aire Libre de Zelve. Las rocas del valle son más rojizas que en el resto de Capadocia, lo cual le da al museo un aire de paisaje marciano, por las formas caprichosas de las rocas y la coloración natural de las mismas, además de que el primer valle se encuentra prácticamente desprovisto de vegetación.
El valle tiene varias iglesias, las cuales tienen la peculiaridad de no poseer frescos murales, a diferencia de Göreme y otras áreas de Capadocia. La razón supuesta es que los habitantes de Zelve ya estaban en contra de las imágenes, aún antes de que en Bizancio se impusieran las tendencias iconoclastas. Destaca la iglesia del venado (Geyikli Kilise), cuyo techo está cubierto por una cruz en relieve.
Zelve permaneció habitado hasta mediados del siglo XX, cuando la población fue desalojada por el gobierno, debido a los peligros de derrumbes en la frágil estructura de las cuevas; la cual se continuaba debilitando por la erosión natural de la zona. Este continuo peligro de colapso lleva al gobierno a cerrar temporalmente algunas de las atracciones turísticas, en un constante esfuerzo de mantenimiento y preservación.
La mezquita localizada en Zelve es el rastro dejado por los últimos pobladores, que se dedicaban a la agricultura y la ganadería para subsistir.
- Datos: Q189263
- Multimedia: Zelve / Q189263